# حامد عسكرية
الشيخ حامد عسكرية هو أحد ستة أسسوا مع الشيخ حسن البنا جماعة الإخوان المسلمين في مصر عام 1928.

## حياته ونشأته
وُلِد الشيخ عسكرية في قرية الطيبة بمحافظة الشرقية، وحفظ القرآن صغيرًا، والتحق بالأزهر الشريف، وتخرَّج منه، وعُيِّن واعظًا بالزقازيق، وكما ذكرنا كان صدِيقًا للإمام البنا، وعندما انتقل الإمام إلى الإسماعيلية وعُيِّن بها مدرسًا عام 1927م وأسَّس جماعة الإخوان.. التقى به الشيخ عسكرية وتبَايَعا على العمل لنصرة الإسلام.